# The Chrysalis Years
The Chrysalis Years kompilacijski je album od američkog punk rock sastava Ramones, koji izlazi u kolovozu 2002.g. Kompilacija se sadrži od tri diska na kojima se nalaze skladbe koje je na studijskim i uživo albumima objavila diskografska kuća Chrysalis Records, Brain Drain, Mondo Bizarro, Acid Eaters, ¡Adios Amigos! i uživo album Loco Live (nedostaje skladba "Animal Boy" s albuma Loco Live).

## Popis pjesama

### Disk prvi
1. "I Believe In Miracles"
2. "Zero Zero UFO"
3. "Don't Bust My Chops"
4. "Punishment Fits The Crime"
5. "All Screwed Up"
6. "Palisades Park"
7. "Pet Semetary"
8. "Learn to Listen"
9. "Can't Get You Out Of My Mind"
10. "Ignorance Is Bliss"
11. "Come Back Baby"
12. "Merry Christmas (I Don't Want To Fight Tonight)"
13. "Journey To The Centre Of The Mind"
14. "Substitute"
15. "Out of Time"
16. "Shape Of Things To Come"
17. "Somebody To Love"
18. "When I Was Young"
19. "7 And 7 Is"
20. "My Back Pages"
21. "I Can't Seem To Make You Mine"
22. "Have You Ever Seen The Rain?"
23. "I Can't Control Myself"
24. "Surf City"
25. "Spider Man"

### Disk drugi
1. "Censorshit"
2. "Job That Ate My Brain"
3. "Poison Heart"
4. "Anxiety"
5. "Strength To Endure"
6. "It's Gonna Be Alright"
7. "Take It As It Comes"
8. "Main Man"
9. "Tomorrow She Goes Away"
10. "I Won't Let It Happen"
11. "Cabbies On Crack"
12. "Heidi Is A Head Case"
13. "Touring"
14. "I Don't Want To Grow Up"
15. "Makin' Monsters For My Friends"
16. "It's Not For Me To Know"
17. "Crusher"
18. "Life's A Gas"
19. "Take The Pain Away"
20. "I Love You"
21. "Cretin' Family"
22. "Have A Nice Day"
23. "Scattergun"
24. "Got A Lot To Say"
25. "She Talks To Rainbows"
26. "Born To Die In Berlin"

### Disk treći
1. "The Good The Bad And The Ugly" (Uživo)
2. "Durango '95" (Uživo)
3. "Teenage Lobotomy" (Uživo)
4. "Psycho Therapy" (Uživo)
5. "Blitzkrieg Bop" (Uživo)
6. "Do You Remember Rock N' Roll Radio?" (Uživo)
7. "I Believe In Miracles" (Uživo)
8. "Gimme Gimme Shock Treatment" (Uživo)
9. "Rock N' Roll High School" (Uživo)
10. "I Wanna Be Sedated" (Uživo)
11. "The KKK Took My Baby Away" (Uživo)
12. "I Wanna Live" (Uživo)
13. "Bonzo Goes To Bitzberg" (Uživo)
14. "Too Tough To Die" (Uživo)
15. "Sheena Is a Punk Rocker" (Uživo)
16. "Rockaway Beach" (Uživo)
17. "Pet Semetary" (Uživo)
18. "Don't Bust My Chops" (Uživo)
19. "Palisades Park" (Uživo)
20. "Mama's Boy" (Uživo)
21. "Wart Hog" (Uživo)
22. "Surfin' Bird" (Uživo)
23. "Cretin' Hop" (Uživo)
24. "I Don't Wanna Walk Around With You" (Uživo)
25. "Today Your Love Tomorrow The World" (Uživo)
26. "Pinhead" (Uživo)
27. "Somebody Put Something In My Drink" (Uživo)
28. "Beat On The Brat" (Uživo)
29. "Judy Is A Punk" (Uživo)
30. "Chinese Rocks" (Uživo)
31. "Love Kills" (Uživo)
32. "Ignorance Is Bliss" (Uživo)

## Vanjske poveznice
- discogs.com - Ramones - The Chrysalis Years